# 高田あゆみ (プロレスラー)
高田 あゆみ（たかだ あゆみ、女性、2月26日 - ）は、日本のプロレスラー。東京女子プロレスに所属していた。

## 略歴
2013年
- 東京女子プロレスの練習生となる[1]。一方、福田洋率いるDPG（「THE 夏の魔物」の前身グループ）のメンバー「ステファニー・アユミ」としても活動[2]。
- 10月20日、DDT後楽園ホール大会にて、12月1日の旗揚げ戦でのデビューが発表される。
- 12月1日、東京女子プロレス旗揚げ戦でデビュー[2]。KANNAとシングルで対戦するが、ランニングエルボーから片エビ固めにギブアップ。試合前にはDPGとしてパフォーマンスも披露するが、同ユニットから卒業しプロレスに専念することになった[3]。

2014年
- 1月18日、王子BASEMENT MON☆STARで中島翔子と初シングルを行うが、エビ固めで敗れる[4]。
- 2月3日、新宿FACEで行われた「DPG 2 〜DPGvsブラックDPG＆新北京プロレス連合軍全面対抗戦〜」でDPG復帰[5]。
- 2月15日、王子BASEMENT MON☆STARで木場千景と初シングルを行うが、ヒザ十字固めで敗れる[6]。
- 3月19日、東京女子プロレスラゾーナ川崎プラザソル大会記者会見で「プロレスを続けていくことに一社会人として時間的にも体力的にも限界を感じこれ以上は続けることができない」という理由で退団することが発表された[7]。なお、DPGでの活動は継続。
- 12月13日、DPGからの卒業が発表される[8][9]。